# Al-Nasa'i
Ahmad ibn Shu`ayb ibn Ali ibn Sinan Abu `Abd ar-Raḥman al-Nasa'i of Al-Nasa'i of imam Al-Nasa'i (Nisa, 829 – Mekka of Ramle, 915) was een bekende islamitische hadithverzamelaar. Hij is voornamelijk bekend om zijn compilatie van de Hadith, die Soenan Al-Nasa'i wordt genoemd. Hij verzamelde ook veel Hadith ten gunste van kalief Ali ibn Abu Talib.

## Biografie
Ahmad ibn Shu'ayb werd geboren in Nisa in het jaar 829 tijdens het kalifaat van de Abbasiden. Op 20-jarige leeftijd begon hij met de zoektocht naar kennis en maakte hij reizen naar Irak, Hidjaz, Syrië en Egypte waar hij uiteindelijk bleef. Tijdens zijn tocht verzamelde hij ongeveer 12000 overleveringen van zowel de profeet Mohammed als zijn metgezellen. Ahmad ibn Shu'ayb volgde lessen bij onder anderen Abu Dawud, die ook hadithverzamelaar was. Verder stond hij bekend om zijn grote liefde voor vrouwen. Hij had vier vrouwen (die hij gelijkwaardig behandelde) maar slechts één zoon.
Nadat hij een boek had samengesteld met hadith van Ali vroegen enkele kharidjieten om ook een boek samen te stellen met hadith van Moe'awija dat hij weigerde. Hierop werd hij mishandeld en uiteindelijk gedood. Zijn graf zou in Mekka zijn. Hij stierf op 85-jarige leeftijd.

## Werken
Ahmad ibn Shu'ayb schreef tijdens zijn leven een aantal boeken die een belangrijke rol spelen in de fiqh, waaronder:
- Sunan Al-Kubra
- Sunan Al-Sugra/Al-Mujtana/Al-Mujtaba
- Amul Yawmi Wallaylah
- Kitaby Dufai wal Matrookeen
- Khasais Ali
- Al-Jurhu wa Ta'adeel
- Soenan Al-Nasa'i